# Baughurst
Baughurst is een civil parish in het bestuurlijke gebied Basingstoke and Deane, in het Engelse graafschap Hampshire met 2489 inwoners.